# Reverend and the Makers
Reverend and the Makers sind eine Indie-Rock-Band, die 2005 in Sheffield, England gegründet wurde. Der Sänger Jon McClure wird auch mit dem Spitznamen „The Reverend“ genannt.

## Bandgeschichte
Bereits vor der Gründung seiner Band Reverend and the Makers hatte sich Sänger Jon McClure durch sein Wirken in zwei anderen Bands, in denen auch spätere Makers-Mitglieder und Alex Turner von den Arctic Monkeys spielten, einen Namen in der Sheffielder Musikszene gemacht. Im späten Lauf des Jahres 2005 engagierte er Musiker für sein jetziges Projekt. Die Besetzung änderte sich seitdem im Laufe der Zeit. Anfang 2006 veröffentlichte die Band ihr erstes Demo (Ten Songs) mit zehn Stücken im Internet kostenlos. Bis zum Sommer 2006 folgte darauf die erste Tour durch Großbritannien. Als Supportband spielten sie im Laufe der Bandgeschichte unter anderem für Arctic Monkeys, Red Hot Chili Peppers und The Verve.
Als es Anfang 2006 den großen Hype um die Arctic Monkeys gab, kam es aufgrund der Verbindung McClures zu Arctic-Monkeys-Frontmann Alex Turner in früheren Sheffielder Bands zu Gerüchten, dass McClure Ghostwriter für ebendiese Band wäre. Dies wurde allerdings von beiden Seiten dementiert. Zunächst als Band ohne Plattenvertrag unterschrieben Reverend and the Makers bei einem kleineren Indie-Label, obwohl größere Majorlabels etliche lukrative Angebote machten. Ihre Debütsingle Heavyweight Champion of the World stieg 2007 in den britischen Charts direkt auf Platz 8, ihr Debütalbum The State of Things sogar auf Platz 5.
Anfang 2012 wurden Joe Carnall und Ryan Jenkinson als neue Bandmitglieder vorgestellt. Im Juni 2012 veröffentlichten Reverend and the Makers ihr drittes Album @Reverend Makers. Das Album wurde von Jason Cox und James Dring sowie Youth produziert.

## Diskografie

### Alben
| Jahr | Titel                      | Höchstplatzierung, Gesamtwochen, AuszeichnungChartsChartplatzierungen (Jahr, Titel, Platzierungen, Wochen, Auszeichnungen, Anmerkungen) | Anmerkungen |
| Jahr | Titel                      | UK | Anmerkungen |
| ---- | -------------------------- | --- | ----------- |
| 2007 | The State of Things        | UK5 Gold · (20 Wo.)UK |             |
| 2009 | A French Kiss in the Chaos | UK19 (2 Wo.)UK |             |
| 2012 | @Reverend_Makers           | UK16 (2 Wo.)UK |             |
| 2014 | Thirtytwo                  | UK13 (1 Wo.)UK |             |
| 2015 | Mirrors                    | UK16 (1 Wo.)UK |             |
| 2017 | The Death of a King        | UK11 (1 Wo.)UK |             |
| 2019 | Best Of                    | UK57 (1 Wo.)UK |             |
| 2023 | Heatwave in the Cold North | UK6 (1 Wo.)UK |             |

### Mixtapes
- 2007: And Whilst the World Was Asleep We Were Listening To … (Limited Edition CD)

### Singles
| Jahr | Titel Album                                           | Höchstplatzierung, Gesamtwochen, AuszeichnungChartsChartplatzierungen (Jahr, Titel, Album, Platzierungen, Wochen, Auszeichnungen, Anmerkungen) | Anmerkungen |
| Jahr | Titel Album                                           | UK | Anmerkungen |
| ---- | ----------------------------------------------------- | --- | ----------- |
| 2007 | Heavyweight Champion of the World The State of Things | UK8 Gold · (25 Wo.)UK |             |
| 2007 | He Said He Loved Me The State of Things               | UK16 (7 Wo.)UK |             |
| 2007 | Open Your Window The State of Things                  | UK65 (1 Wo.)UK |             |

Weitere Singles
- 2008: Sundown on the Empire / 18–30 / The Machine Remixes